# 170P/Christensen
La comète Christensen 4, officiellement 170P/Christensen, est une comète périodique du système solaire, découverte le 17 juin 2005 par Eric J. Christensen.